# Памятник Андрею Первозванному (Батайск)
Памятник святому апостолу Андрею Первозванному  — монумент в историческом центре Батайска, возле Свято-Троицкой церкви, воздвигнутый в честь одного из двенадцати апостолов Андрея Первозванного. Открытие монумента состоялось 27 сентября 2003 года и было приурочено к празднованию Воздвижения Креста Господня. Изготовление и установку шестиметровой статуи работы заслуженного художника России и скульптура Сергей Исакова финансировал благотворительный фонд Святителя Николая Чудотворца, который и выступил в роли инициатора проекта. Часть стоимости была покрыта частными пожертвованиями и средствами Войска Донского. Благословил и освятил памятник митрополит Ростовский и Новочеркасский Пантелеймон. На церемонии открытия присутствовали атаман нереестровых казаков Всевеликого Войска Донского Николай Козицин, жители Батайка, донские и запорожские казаки, студенты ростовского мореходного колледжа. Монумент является единственным на юге России памятником святому Андрею Первозванному.

## Общие сведения
В 10 километрах от реки Дон бронзовое изображение облачённого в церковную рясу апостола, возносящего четырёхконечный крест над улицей, поднялось на высоту около 6 метров. Андрей Первозванный — единственный из двенадцати апостолов, кому приписывается реальное посещение Древней Руси. И начиналось это путешествие именно с южных пределов, где во все времена было смешение и языков, и религий.
Постамент скульптуры сооружен из черного лабрадорита. На четырёх его сторонах высечены слова из жития святого. Сам постамент стоит на небольшом возвышении семиугольной формы, по периметру которого имеется лестница из пяти ступеней. Площадь вокруг памятника вымощена тротуарной плиткой, оборудована скамейками. Это место на пересечении улиц 50-летия Октября и Куйбышевской стало именоваться площадью Андрея Первозванного. Жители Батайска обустроили специально для монумента одно из живописных мест города, рядом со строящимся тогда Свято-Троицким храмом, строительство которого было завершено в 2004 году.

## Ссылка
- Памятник Святому Андрею Первозванному Архивная копия от 4 марта 2016 на Wayback Machine